# Seria 240 ČD
S 499.0 – lokomotywa elektryczna produkowana w latach 1967–1969 dla kolei czechosłowackich.   Wyprodukowanych zostało 145 lokomotyw. Elektrowozy wyprodukowano do prowadzenia pociągów pasażerskich i towarowych kursujących po zelektryfikowanych liniach kolejowych. Po rozpadzie Czechosłowacji eksploatowane są przez koleje czeskie i słowackie oznakowane jako Řada 240.